# 式守錦太夫 (10代)
10代式守錦太夫（じゅうだい しきもりきんだゆう、1940年8月6日 - 2007年2月10日）は大相撲の元三役格行司。二所ノ関部屋所属。

## 人物
佐賀県出身。本名：中島忠雄。
1957年11月に木村忠雄の名で初土俵。序ノ口格で14代木村玉光 (のちの25代木村庄之助) の付人になった。
裁きは正確であったが、幕内格最上位の時に一度だけ、不運が重なり、力士の下敷きになり、骨折・休場したことがある。
2003年1月以降は2005年7月の停年まで三役格の序列3位（上位5人目）だったが、2003年3月場所は木村咸喬、2004年7月場所は木村光之助、2004年11月場所は木村朝之助の休場により上位4人目の出場で三役力士を裁いている。
2005年5月場所初日の琴欧州-垣添戦で土俵下に転落、装束が破れたため一番のみで引き揚げた。
最終場所の出場が危ぶまれたが無事に出場した。
なお、裁き中の掛け声は、30代式守伊之助と似ている。
また、勝ち名乗りで力士の名前を呼び上げる際は、彼独特のリズムを持っていた。
2007年2月10日、急性心不全のため死去。66歳没。

## 履歴
- 1957年11月：初土俵、木村忠雄
- 1980年1月：十両格昇格
- 1985年11月：3代式守慎之助襲名
- 1991年1月：幕内格昇格
- 1994年9月：10代式守錦太夫襲名
- 2003年1月：三役格昇格
- 2005年7月：最終場所